# ダイビングスクール ザ ダイブファクトリー
ザ ダイブファクトリーは、東京都調布市のスキューバダイビングショップ。運営会社はモマインターナショナル。

## 店舗
- 1994年 株式会社モマインターナショナル設立
- 2014年 PADI 全国最優秀賞を受賞。
- 2018年 ザ ダイブファクトリー リゾート支店 沖縄・那覇店 パラオ店オープン
- 2021年 ザ ダイブファクトリー 東京店オープン